# Festival international du documentaire de Yamagata
Le Festival international du documentaire de Yamagata (Yamagata International Documentary Film Festival) et appelé aussi YIDFF. Il a été créé en 1989. Le YIDFF est un festival de documentaires qui a lieu à Yamagata tous les deux ans.

## Récompenses

### Pour la compétition internationale
- Prix Robert et Frances Flaherty
- The Mayor’s Prize
- Runner-up Prize
- Prix Spécial Jury

### New Asian Currents Awards
- Awards of Excellence
- Mentions spéciales

### Autres récompenses
- Citizens’ Prize
- Prix FIPRESCI
- Prix NETPAC